# Paul Wilking
Paul Anton Wilking (Amsterdam, 19 april 1924 – aldaar, 7 februari 2005) was Nederlandse crimineel en een alom bekend dierenrechtenactivist. Hij stond bekend als Pistolen Paultje en Paultje Pils
Tevens was naar eigen zeggen een verzetsstrijder. Echter bleek uit onderzoek dat hij tijdens de Tweede Wereldoorlog collaboreerde met de Duitse bezettingsmacht.

## Biografie
Wilkings vader was een ingenieur en bedrijfsleider van een restaurant. Zijn moeder was pensionhoudster. Hij volgde de hbs en was tijdens zijn schooltijd al gefascineerd door wapens. Tijdens de Tweede Wereldoorlog was hij volgens eigen zeggen  “sectiecommandant” van een verzetsgroep Melchior die “wapens stal” van de Duitsers. Hij beweerde in een tv-interview “samen met hoofdcommissaris van politie Prakken van politie Zaandam” ook liquidaties te hebben uitgevoerd. Vlak voor de bevrijding werd hij verraden. Wilking zat drie maanden gevangen. Na de oorlog heeft hij, naar eigen zeggen, o.a. onderscheidingen van de Britten alswel van de Nederlandse koningin gekregen. De verhalen van Wilking bleken voornamelijk verzonnen te zijn. Uit zijn dossiers van de Stichting 1940-1945 en het Centraal Archief Bijzondere Rechtspleging blijkt dat hij tijdens de oorlog een collaborerende zwarthandelaar met SS-vrienden was. Na de oorlog verbleef hij enige tijd in de gevangenis op verdenking van collaboratie.
Na de oorlog handelde hij in goedkope horloges en vervolgens werd hij bedrijfsleider van het Haagse horecaconcern `Stevens`. Er volgde een leven vol wapenhandel en sensatie, althans volgens Wilking zelf, want in hoeverre de verhalen die hij vertelde waar waren, werd nooit geheel duidelijk, al gaf hij in 2002 toe dat hij nooit echt tot de onderwereld had behoord.
Tijdens een vakantie in Monaco zou hij contact hebben gelegd met wapenhandelaar Samuel Cummings, directeur van Interarmco. Wilking zou wapens hebben geleverd aan Algerije, Congo-Kinshasa, Guatemala, Cuba, Angola en Griekenland en zou hier vriendschappen met Ben Bella en Mobutu aan hebben overgehouden. In 1961 ging het mis. Wilking werd veroordeeld tot negen maanden gevangenisstraf, waarvan acht maanden voorwaardelijk, alsmede een boete van drieduizend gulden, omdat hij een gestolen wapen had verhandeld.

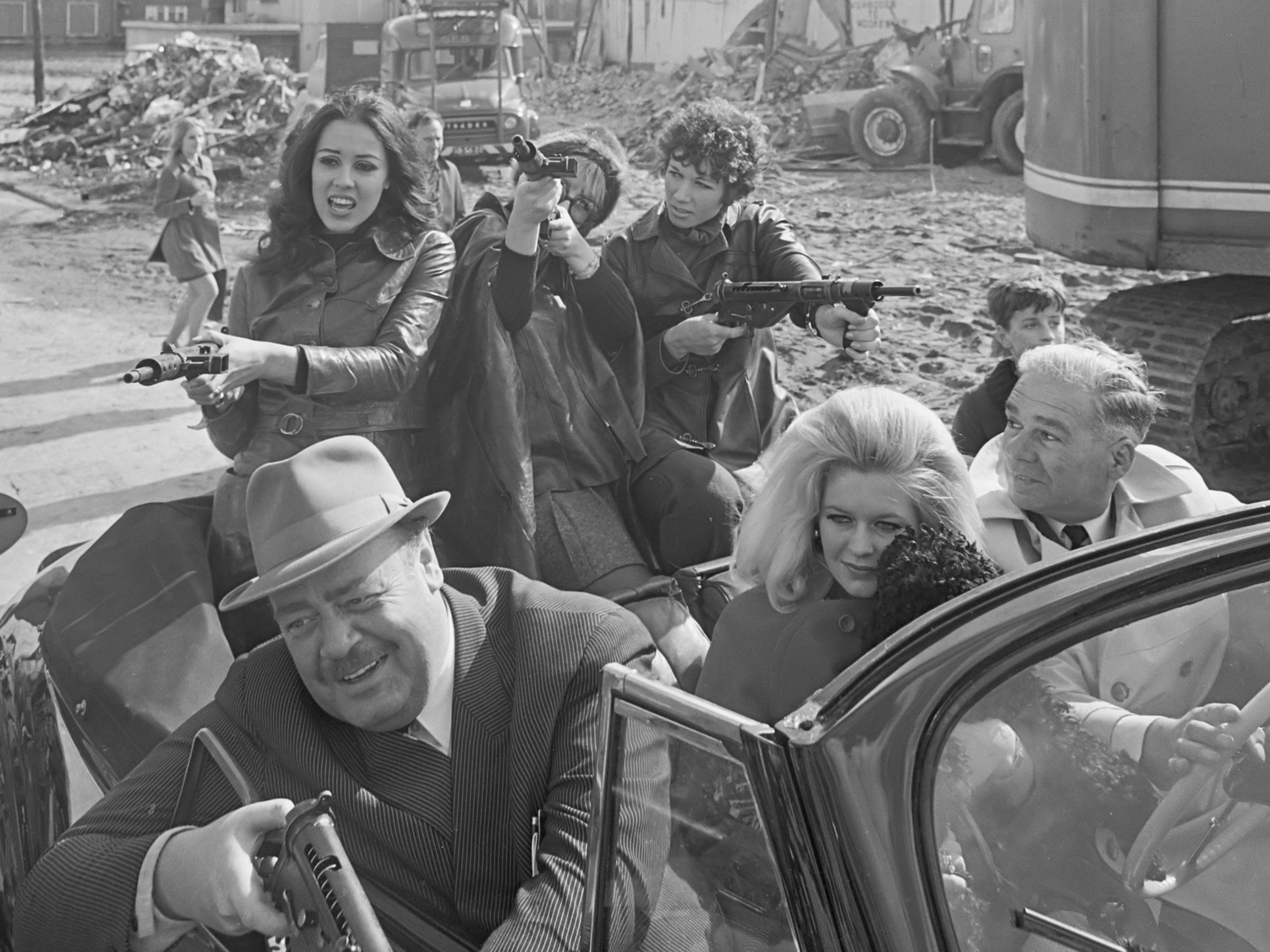
Pistolen Paultje in Moef Ga Ga (1968)

Vanaf de jaren zestig leidde Wilking een leven met snelle auto's, mooie vrouwen en sterke verhalen. Onder meer Bas van Toor, Tonio Hildebrand, Rijk de Gooyer, Bueno de Mesquita en Willy Alberti behoorden in die tijd tot zijn vriendenkring. In 1966 nam hij de single Mary Lou op en in 1968 richtte hij een soort knokploeg tegen dierenmishandelaars op, met de jongensboek-achtige naam "Organisatie ter Bestrijding van Wreedheden jegens het Dier". De knokploeg zou dertig leden tellen en zou alleen na rijp beraad fysiek in actie komen tegen dierenmishandelaars. Datzelfde jaar verscheen een autobiografie van Wilking met journalist Martin van Amerongen als ghostwriter. Ook was hij te zien in Rondom het Oudekerksplein, een film van Roeland Kerbosch, die op 15 augustus 1968 in première ging. Wilking zou in die tijd Andreas Papandreou Griekenland uit hebben gesmokkeld. In 1974 verkocht hij een Colt .45 aan de jonge crimineel Etienne Urka die daarmee vervolgens per ongeluk Wilkings pyjama en gasfornuis doorboorde.
Aan het eind van de jaren zeventig kwam Wilking nog even in het nieuws door een handel in afluisterapparatuur. Daarna hoorde men eigenlijk alleen nog iets van hem als hij weer eens een beloning uitloofde voor aanwijzingen inzake dierenmishandeling. Steevast was dat met de mededeling dat de mishandelaar wel bij Wilking zelf moest worden afgeleverd en niet bij de politie, want dan kwam de dader er toch maar met “een paar dagen piespotten schoonmaken in het ziekenhuis” vanaf. Op 1 juni 1998 werden drie geweren, twee gaspistolen en munitie in beslag genomen. De geweren waren niet goed onklaar gemaakt en bezit van gaspistolen was verboden. Wilking werd veroordeeld tot vier maanden voorwaardelijk en een boete van duizend gulden. In maart 2002 werd hij er door Peter R. de Vries van beschuldigd in valse schilderijen van Herman Brood te handelen, maar de zaak liep met een sisser af. In 2003 maakte Pistolen Paultje samen met de Haarlemse rapper Ratt enige opnamen voor Ratts nederhopalbum Ontastbaar.
Wilking was driemaal getrouwd; sinds 28 juni 1962 met Maria Moolenijzer. Hij overleed in 2005 op tachtigjarige leeftijd te Amsterdam. Op 12 februari 2005 werd hij gecremeerd in crematorium Westgaarde te Amsterdam Osdorp.